# Охен
Охен (ісп. Ojén) — муніципалітет в Іспанії, у складі автономної спільноти Андалусія, у провінції Малага. Населення — 2949 осіб (2010).
Муніципалітет розташований на відстані близько 440 км на південь від Мадрида, 42 км на південний захід від Малаги.

## Демографія
Динаміка населення (INE ):

## Галерея зображень

Розташування муніципалітету у провінції Малага
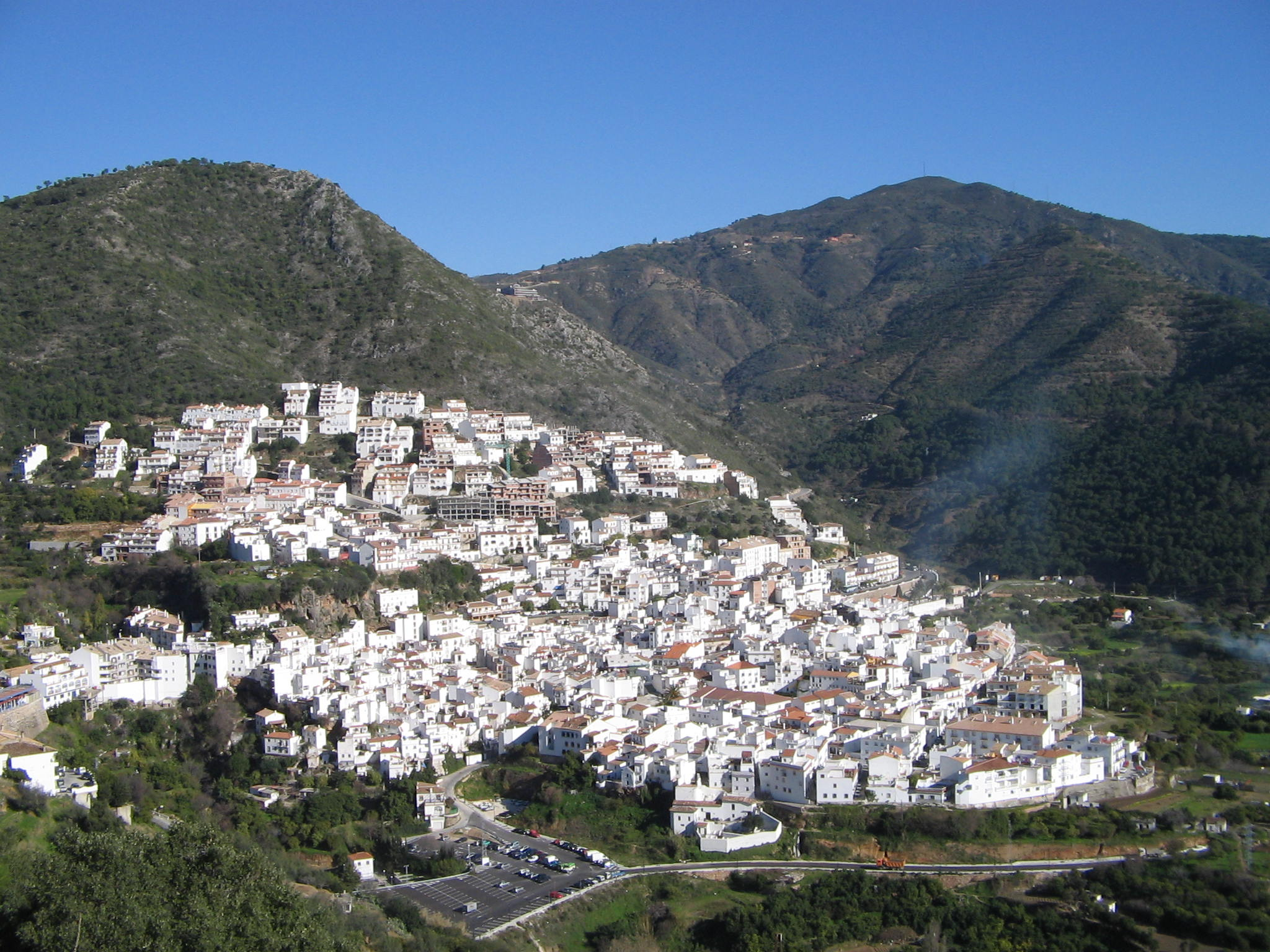
Охен